# Kosswigobarbus kosswigi
Kosswigobarbus kosswigi är en fiskart som först beskrevs av Ladiges, 1960.  Kosswigobarbus kosswigi ingår i släktet Kosswigobarbus och familjen karpfiskar. Inga underarter finns listade i Catalogue of Life.